# Багатотомний архів
Багатотомний архів (англ. a multivolume archive) — архів, розбитий на кілька частин (томів). Багатотомні архіви широко використовуються при завантаженні файлів з Інтернету.

## Переваги багатотомних архівів

### Стиснення з можливістю завдання обсягу томів має ряд переваг
- Дозволяє завантажити файл по частинах. У випадку пошкодження одного, або кількох томів, проблема може бути усунена без повторного завантаження всіх томів.
- Дозволяє стискати дані за розміром тому, для сумісності зі зйомними накопичувачами. Наприклад, розбиття архіву на частини по 700 Мб полегшить запис на CD.

## Недоліки багатотомних архівів
- При пошкодженні одного з томів, неможливо відкрити повний архів.

## Архіваториз підтримкою багатотомних архівів
- WinRAR
- ARJ
- 7-Zip
- PeaZip